# Epaulette Mountain
Epaulette Mountain är ett berg i Kanada.   Det ligger i provinsen Alberta, i den centrala delen av landet, 3 100 km väster om huvudstaden Ottawa. Toppen på Epaulette Mountain är 2 974 meter över havet.
Terrängen runt Epaulette Mountain är huvudsakligen bergig.Trakten runt Epaulette Mountain är nära nog obefolkad, med mindre än två invånare per kvadratkilometer.. Det finns inga samhällen i närheten. 
I omgivningarna runt Epaulette Mountain växer i huvudsak barrskog.